# José Bautista (pintor)
José Manuel Sánchez Bautista, conocido bajo su nombre artístico de José Bautista (Sevilla, 6 de octubre de 1955) es un pintor y dibujante español, con residencia en Puzol (Valencia).

## Biografía y obra
Comenzó su carrera artística en 1976 cuando estudiando en la Escuela Superior de Bellas Artes en Valencia fue galardonado con el Primer Premio de Manises (Valencia) con el cuadro “Guardería”.

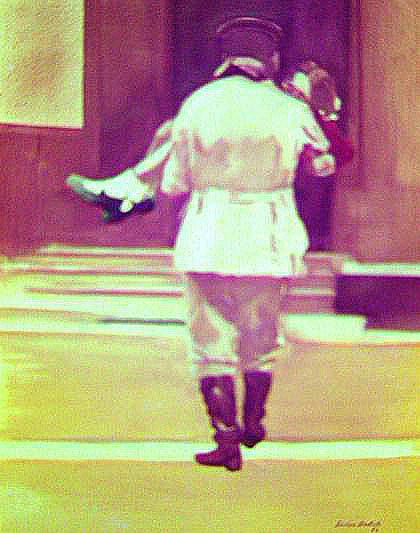
15-GUARDERIA V

Se dedicó al diseño gráfico de carteles durante los años posteriores ganando diversos concursos como el segundo premio de la Feria de julio del Ayuntamiento de Valencia en 1976 y le encargaron el diseño y escenografía del primer festival de Jazz de Valencia en 1977.
Termina Bellas Artes en Barcelona en 1981 donde comienza a exponer en galerías de arte consiguiendo una importante selección en el XXV Premio Internacional de Dibujo de la Fundación Joan Miró de Barcelona y realiza diversas exposiciones con una obra expresionista abstracta que no termina de satisfacerle.

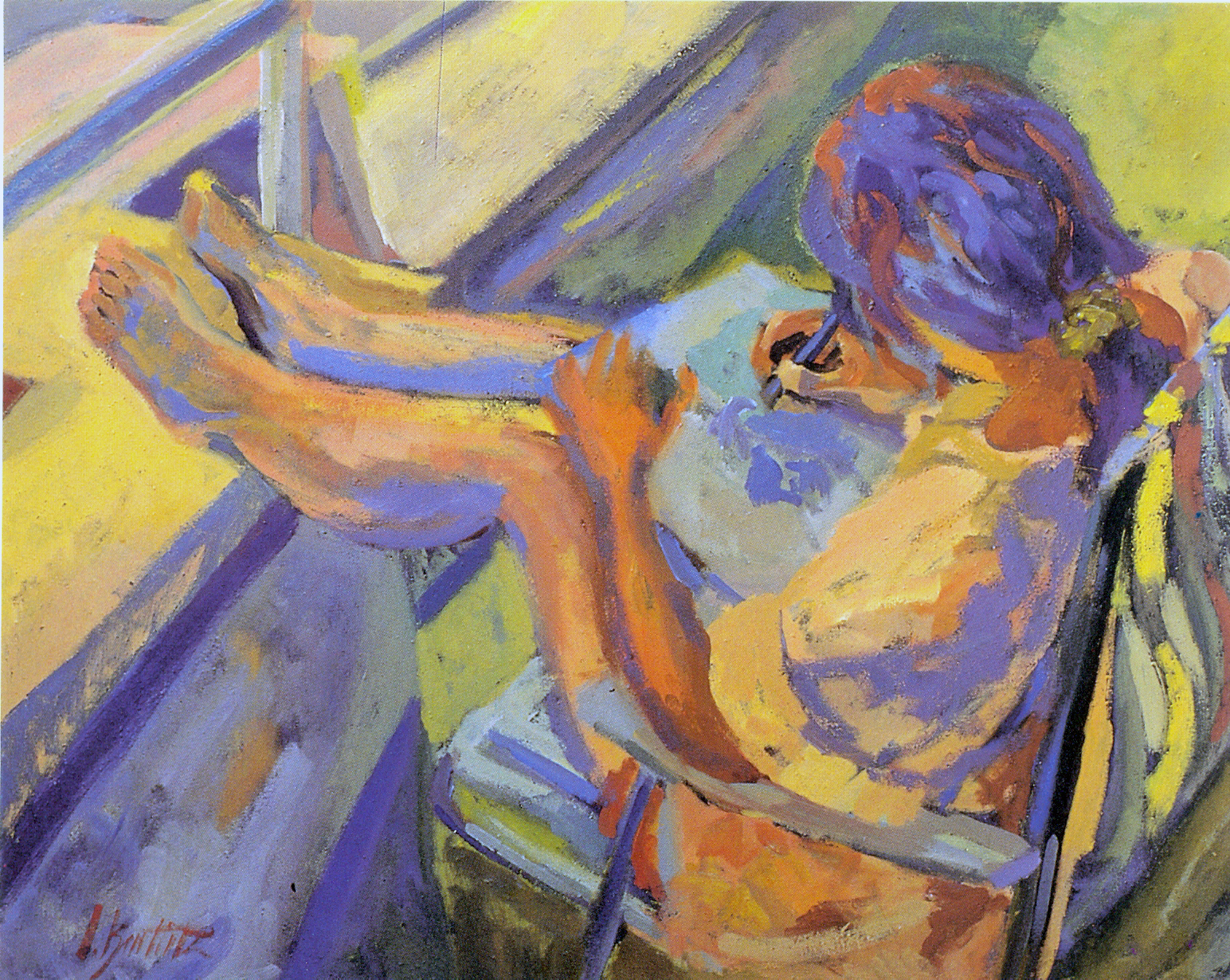
180-dibujando el paisaje V

Se produce un cambio importante en 1988, cuando una galería de Barcelona le propone una exposición individual de una obra más impresionista y fauvista. Es a partir de este momento cuando se suceden una serie de exposiciones que coinciden con la vuelta a Valencia en 1990. Exposiciones en Castellón, Madrid, Sevilla, Barcelona y Valencia.
En 1994 es seleccionado para la beca de paisaje de El Barco de Valdeorras Orense junto a diecisiete artistas de todo el territorio español.
En 1995 muestra en el Palacio de la Música y Congresos de Valencia su exposición más importante del momento que posteriormente viaja a Logroño en el Museo de La Rioja y a Londres en la Brutton Gallery.
En ese mismo año consigue el premio especial del jurado del Primer Salón de verano Ciudad de Nueva York en Estados Unidos.
En 1996 consigue la calificación de apto "cum laude" en la tesis doctoral leída en la Universidad Politécnica de Valencia.
Su primera exposición internacional se produce en 1998 en el Parlamento Europeo sede de Estrasburgo (Francia) con tal éxito que repite en la sede de Bruselas en los años 2001 y 2003. A partir de esta incursión se suceden propuestas de reproducción de obra en Valencia, Atlanta Georgia (Estados Unidos) y Alemania combinando una actividad de participación en ferias internacionales como Lineart en Gante (Bélgica) y La Haya (Holanda).

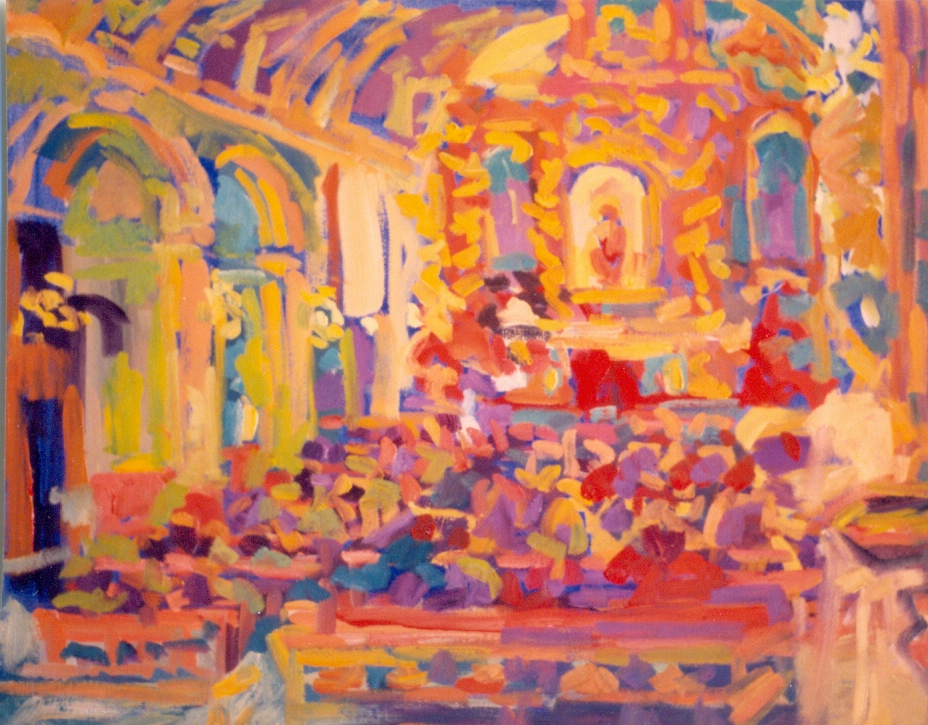
296- Fiesta en s. Bartolomé V

En Madrid expone regularmente en la galería CC22 desde el año 2000. Consigue el encargo de un calendario para Tokio (Japón) con seis obras reproducidas del que se editan 10.000 ejemplares.
En el año 2005 logra exponer en la sede de Naciones Unidas en Viena (Austria).
Vuelve a Austria en 2008 con una exposición en Art Mark Galerie en su sede de Spital um Phirm. En este año funda la Asociación Culturarte para acercar el arte al público mediante tertulias de arte y cultura que se graban y publican en formato podcast y video.
Más recientemente (2013) ha expuesto en Madrid en Galería Herraiz y en el Palacio Montcada de Fraga (Huesca).
A partir de 2014 realiza exposiciones individuales en su estudio principal de Alfinach-Puzol.
En 2016 y 2018 pintó  dos grandes murales de 6 m de largo por 5 m de alto, una gran superficie de 30 m² en el Club de campo Alfinach-Puzol (Valencia).
En 2022 publica el primer libro de su autobiografía novelada titulado "En la tormenta sin brújula" de la trilogía "Una vida plena de arte". En 2023 publica el segundo libro autobiográfico novelado titulado Rojo Escarlata y Azul Índigo : El Lanzamiento Internacional (del 2001 a 2022) "Una vida plena de arte"

## Obra en instituciones y colecciones destacadas
- Parlamento Europeo. Luxemburgo.

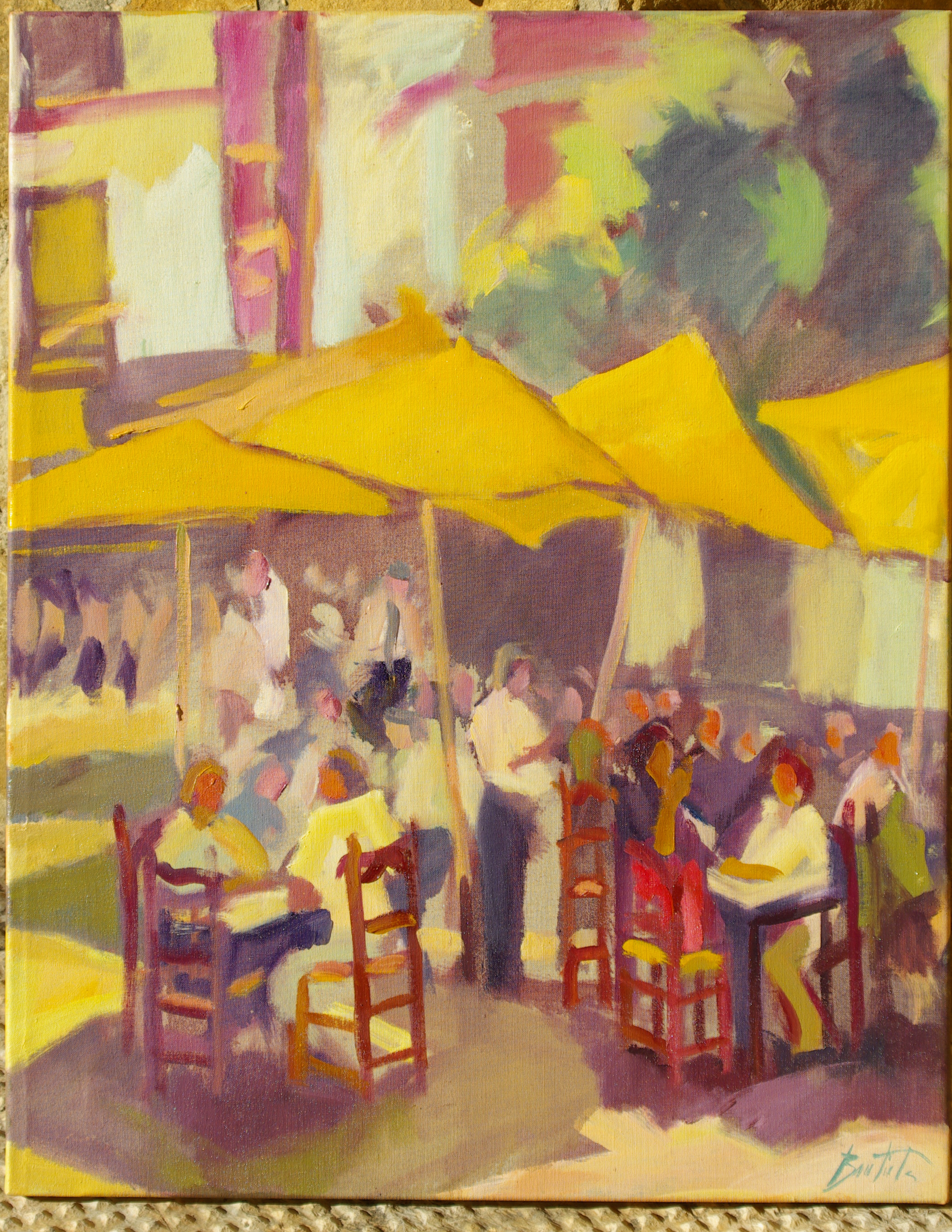
697-ensalada de primavera CP

- Colección Duquesa de Alba. Sevilla.
- Ayuntamiento de Valencia. Ferias y Fiestas.
- Museo de la Rioja Logroño.
- Museo de Arte Contemporáneo Concello de O Barco de Valdeorras. Ourense.
- Museo de Arte Contemporáneo Florencio de la Fuente (Requena y Huete)
- Museo de Arte Contemporáneo Villa de Esplugues. Barcelona.
- Colección Finisterre Seguros. Valencia.
- Ayuntamiento de Fraga (Huesca).

## Exposiciones individuales relevantes
- Galería Cezanne. Barcelona. 1988 y 1989
- Galería Garbí. Valencia. 1993
- Galería Gabernia. Valencia. 1994508-café la habana V

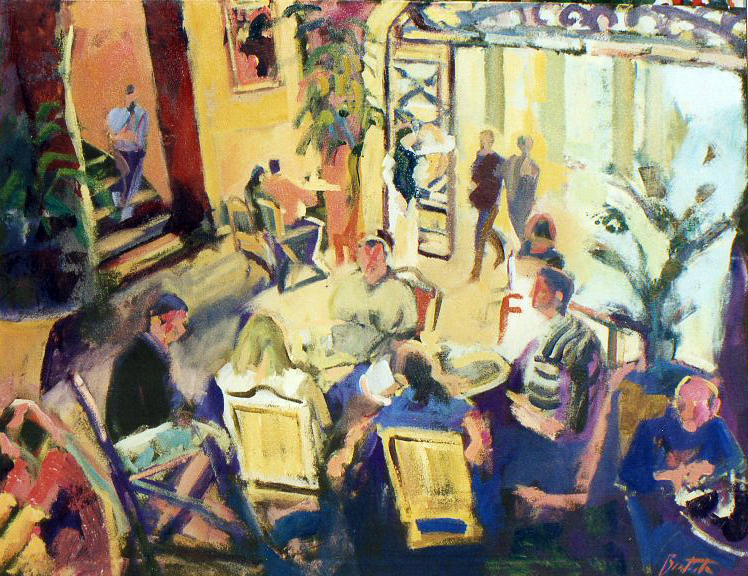
508-café la habana V

- "Desde el interior de la música " Palacio de la Música y Congresos de Valencia, 1995
- Galería Villanueva. Sevilla. 1995
- Museo de La Rioja, Logroño, 1997
- Galería Balboa 13. Madrid, 1997
- Galería Monticelli. Gijón (Asturias) 1998
- Parlamento Europeo Estrasburgo y Bruselas 1998, 2001 y 2003
- Galería Asensi. Castellón 1999
- Galería CC22. Madrid. 2000
- Galería Boticelli. Sevilla. 2000
- Galería Prisma. Viena. Austria, 2002
- Galería CC22. Madrid. 2002
- Galería CC22. Madrid. 2004
- Galería Felicia Hall. La Herradura (Granada).2006
- Sede de la Onu en Viena. 2006
- Galería CC22. Madrid. 2007
- Galería Thomas Mark. Spital um Phirm. Austria. 2008
- Palacio Montcada de Fraga (Huesca) "Cómo te quiero color". 2013
- Galería Herraiz. Madrid. " Concierto de colores". 2013

## Exposiciones más importantes en ferias de arte

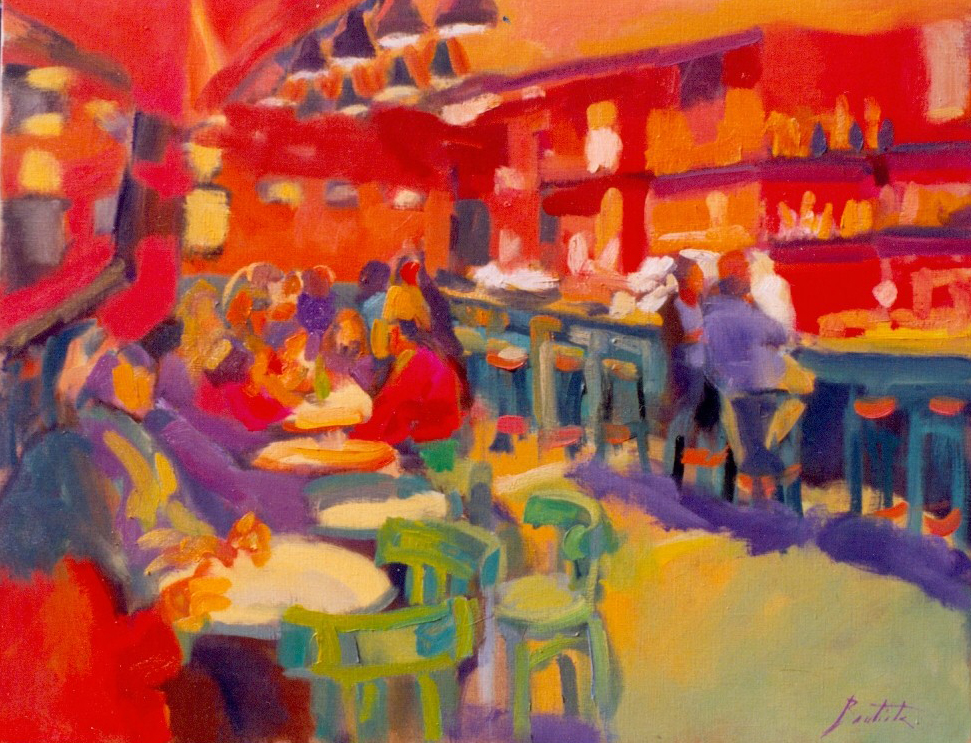
475-encuentro fortuito V

- Feria Internacional Interarte. Valencia. 1999, 2000, 2001 y 2002.475-encuentro fortuito VFeria de Arte Contemporáneo Lineart en Gante (Bélgica). 1999, 2000, 2003 y 2005.
- Holland ART FAIR. La Haya (Holanda) 2008
- Feria ArteSantander. 1997, 1999 y 2000
- Feria de Arte Contemporáneo de Sevilla. Arte Sevilla. 2000 y 2001
- Feria Dearte Madrid. 2001

## Asociación Culturarte
Es presidente y fundador de la Asociación Culturarte con sede en Valencia desde 2008 a 2024 donde ha moderado más de ochenta y dos tertulias de arte y cultura y ha sido comisario de varias exposiciones colectivas.

### Bibliografía

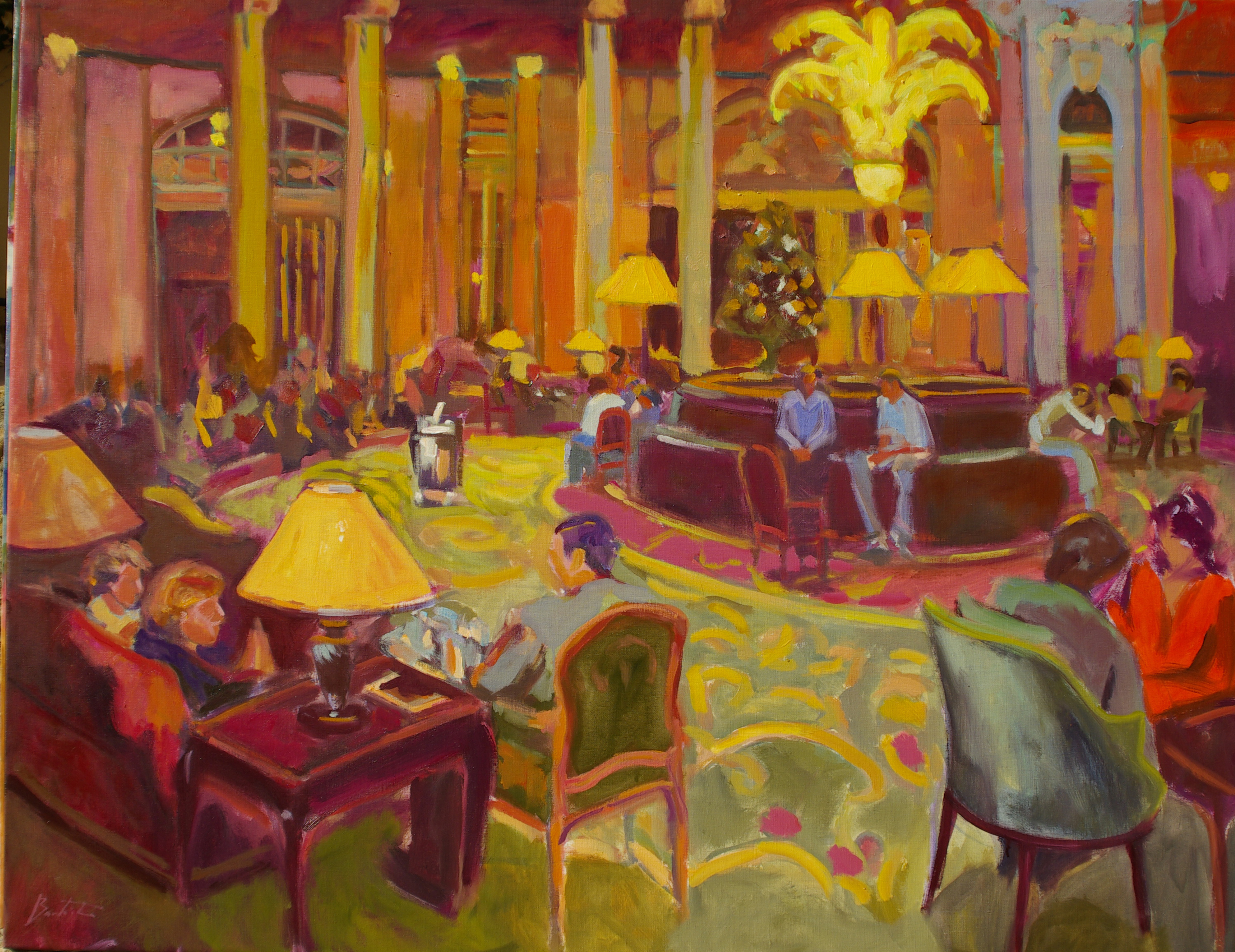
778-hotel palace